# Rolf Hofmeier

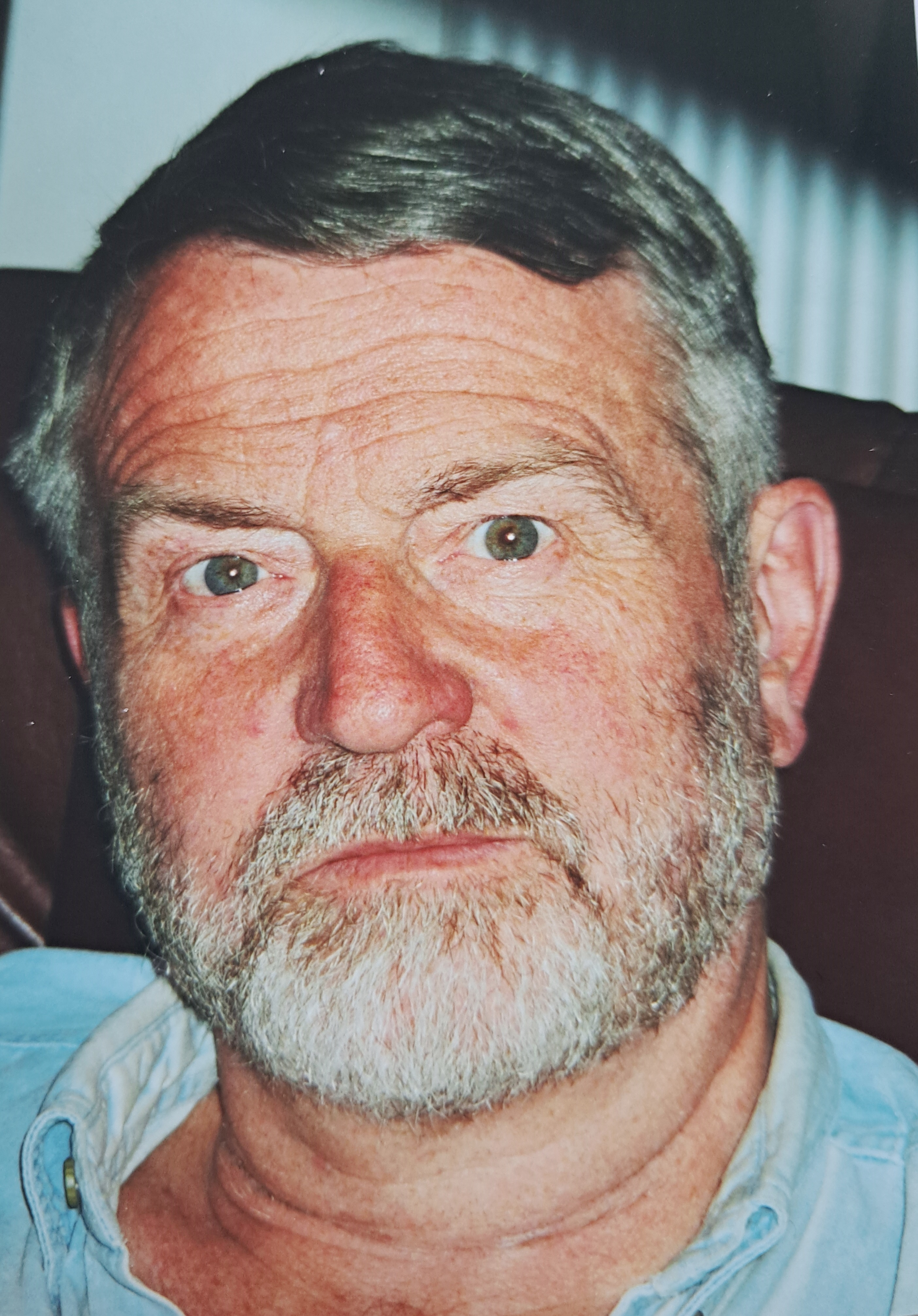
Rolf Hofmeier

Rolf Hofmeier (* 23. Oktober 1939) ist ein deutscher Volkswirt und Afrikawissenschaftler. Er war von 1976 bis 2000 Direktor des Instituts für Afrika-Kunde (IAK) im Verbund des Deutschen Übersee-Instituts (DÜI) in Hamburg.

## Biographie
Mit einer Arbeit über den Beitrag des Verkehrswesens für die wirtschaftliche Entwicklung Tanzanias (einer verkehrsgeographischen Sektoranalyse unter besonderer Berücksichtigung des Straßenverkehrs) promovierte Rolf Hofmeier 1970 an der Ludwig-Maximilians-Universität München zum Dr. oec. publ. Vor seiner Tätigkeit am Institut für Afrika-Kunde war er sechs Jahre in Tansania an der Universität, im Wirtschaftsministerium und als Leiter eines Entwicklungshilfeprojektes tätig.
In seiner wissenschaftlichen Laufbahn forschte er nach Lösungen für das Problem des subsaharischen Afrikas mit dem Schwerpunkt auf Ostafrika. Zentrale Punkte seiner Arbeit waren Analysen zur Krisenprävention bei ethnisch-sozialen Auseinandersetzungen, Chancen der Demokratisierung, Liberalisierung der Wirtschaftspolitik und Auswirkungen der Entwicklungshilfe. Dabei verfolgte Hofmeier, der Aufgabenstellung des DÜI entsprechend, einen anwendungsorientierten Ansatz in enger Zusammenarbeit mit der Hamburger Wirtschaft, dem Auswärtigen Amt und dem Bundesministerium für wirtschaftliche Zusammenarbeit und Entwicklung (BMZ). So war Hofmeier beispielsweise maßgeblich an der kritischen Evaluierung der deutschen politischen Stiftungen, insbesondere der Hanns-Seidel-Stiftung, in Südafrika im Auftrag des BMZ beteiligt. Hofmeier war auch maßgeblich an einer großangelegten Studie für das Bundeswirtschaftsministerium über Rohstoffeinkäufe aus Afrika und deren Absicherung beteiligt.
Rolf Hofmeier wurde am 29. Oktober 1999 zum außerordentlichen Professor an der Universität Hamburg ernannt. Mit Rainer Tetzlaff leitete er von 1999 bis 2003 das Teilprojekt Staatskonsolidierung und Staatszerfall in Ost- und Zentralafrika: Lokale Staatlichkeit und politischer Wandel in Tanzania/DR Kongo im DFG-Sonderforschungsbereich 520 Umbrüche in afrikanischen Gesellschaften und ihre Bewältigung.
Das Institut für Afrika-Kunde ging 2007 im German Institute for Global and Area Studies (GIGA), einem Mitglied der Leibniz-Gemeinschaft auf. Nach seiner Pensionierung blieb Hofmeier weiterhin assoziiertes Mitglied des GIGA.

## Publikationen (Auswahl)
- Die Politische Ökonomie von Verkehrsvorhaben in Afrika: Zur Einschätzung der ökonomischen, gesellschaftlichen und politischen Wirkungen von großen Eisenbahn- und Straßenprojekten. Africa Spectrum, vol. 14 (1) (1979), pp. 4–18
- The political economy of transport projects. Intereconomics, vol. 15, pp. 94–99 (1980)
- Die wirtschaftliche und rohstoffpolitische Bedeutung Afrikas und seiner einzelnen Regionen (Südafrika, Schwarzafrika, Nordafrika) für die Bundesrepublik Deutschland. Hamburg: Institut für Afrika-Kunde im Verbund der Stiftung Deutsches Übersee-Institut, 1981, 506 S.
- Politisches Lexikon Afrika, Hrsg. Rolf Hofmeier & Mathias Schönborn. München: C.H. Beck, Beck’sche schwarze Reihe; Bd. 281, 1984, 524 S.
- Aid from the Federal Republic of Germany to Africa. Journal of Modern African Studies, vol. 24 (4), (1986), pp. 577–601
- Politische Konditionierung von Entwicklungshilfe in Afrika: Neue Form der Einmischung oder legitime Unterstützung von Demokratiebestrebungen?  Africa Spectrum, vol. 25 (2), (1990), pp. 167–177
- Das subsaharische Afrika: Stiefkind der aussenpolitischen Aufmerksamkeit. In: Kaiser, Karl, Joachim Krause (Hrsg.): Deutschlands neue Außenpolitik. Band 3. Interessen und Strategien. München 1996, pp. 203–210
- Five decades of German-African relations: limited interests, low political profile and substantial aid donor. In: Engel, Ulf, Robert Kappel (Hrsg.): Germany’s Africa policy revisited. Interests, images and incrementalism. Münster u. a. LiT-Verlag, 2002, S. 39–62
- Kleines Afrika-Lexikon: Politik, Wirtschaft, Kultur. (Hrsg.), mit Andreas Mehler, München: C.H.Beck, 2004, 359 S.
- Afrika Jahrbuch – Politik, Wirtschaft und Gesellschaft in Afrika südlich der Sahara. Hrsg.: Institut für Afrika-Studien & Rolf Hofmeier, Wiesbaden: VS Verlag für Sozialwissenschaften, 1987ff
- A Decade of Tanzania: Politics, Economy and Society 2005–2017, mit Kurt Hirschler. Leiden: Brill, 2019, 261 S.